# Warren (Vermont)
Warren város az Amerikai Egyesült Államok Vermont államában, Washington megyében. Lakosainak száma 1977 fő (2020. április 1.).

## Népesség
A település népességének változása:

| 2010 | 1 705 |
| 2020 | 1 977 |